# 眶下棘鱗魚
眶下棘鱗魚為輻鰭魚綱金眼鯛目金鱗魚亞目金鱗魚科的其中一種，分布於東太平洋區，從加利福尼亞灣至厄瓜多海域，棲息深度2-6公尺，體長可達25.4公分，棲息在岩石縫細、洞穴中，夜行性，以甲殼類為食。

## 擴展閱讀
維基物種上的相關：眶下棘鱗魚